# Un ballo in maschera
Un ballo in maschera (Un ball de màscares) és una òpera en tres actes de Giuseppe Verdi sobre un llibret d'Antonio Somma. Està basada en el llibret d'Eugène Scribe Gustave III, ou Le bal masqué al qual va posar música Daniel Auber, inspirat al seu torn en els esdeveniments que van envoltar l'assassinat del rei Gustau III de Suècia en un ball de disfresses l'any 1792. L'estrena va tenir lloc al Teatro Apollo de Roma el 17 de febrer de 1859. L'estrena al Liceu va seguir el 31 de gener de 1861.
Un ballo in maschera va ser una de les òperes més problemàtiques de Verdi. Durant la seva composició, la censura va exigir grans canvis, fins i tot demanant més alteracions de les que Verdi estava disposat a acceptar. Aleshores, Verdi va trencar el contracte amb el teatre, que el va demandar, i Verdi va contraatacar amb una demanda per difamació. Finalment la lluita legal va concloure amb la retirada de les acusacions per part del teatre, i amb el compromís de Verdi d'acabar l'òpera. Malgrat tot, abans de l'estrena a Roma, l'acció va haver de traslladar-se d'Estocolm a Boston i el rei Gustau va ser substituït pel comte de Warwick, atès que les autoritats no permetien que una obra de teatre incloguera un regicidi.

## Origen i context
Aquesta òpera, tal com la coneixem avui en dia, és resultat d'una sèrie de transformacions a causa de la censura de l'època. Ha estat una de les òperes més problemàtiques per a Verdi.

### Origen:Gustavo III
L'any 1857, el Teatre de San Carlo de Nàpols va encarregar a Verdi la supervisió del llibret pel Rei Lear. Però Verdi no veia viable aquest llibret per a una òpera i va proposar l'assassinat del rei Gustau III de Suècia (1792). Daniel Auber ja havia compost una grand opéra, tres dècades abans (1833), basada en aquest fet històric, amb llibret d'Eugène Scribe.

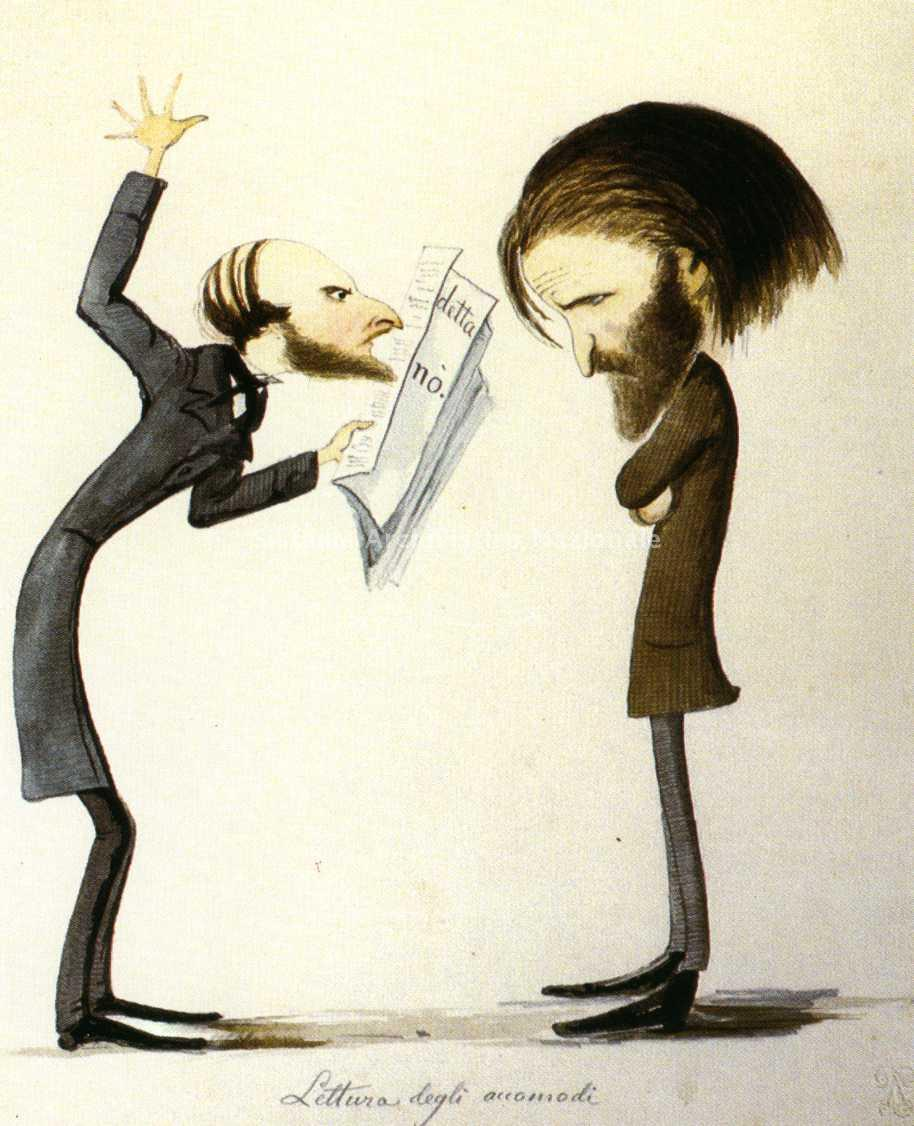
Caricatura de Verdi i el censor de Nàpols, de Delfico

Scribe utilitza els noms reals dels personatges històrics, incloent-hi Anckarström (el secretari del rei), la fetillera Ulrica, la conspiració i l'assassinat del rei en un ball de màscares. No obstant això, s'inventa una història d'amor entre el rei i Amèlia, un personatge creat expressament per la trama. Budden utilitza l'expressió cherchez la femme per justificar l'assassinat de Gustau; és a dir, abandona les pretensions polítiques com a principal motiu d'assassinat, diluint-ho a un tema d'infidelitat.
El llibretista de Verdi, Antonio Somma, va adaptar el text de Scribe i el va presentar a les autoritats censores el 1857. Aquests van demanar els següents canvis:
- No volien una representació d'un monarca en escena, i proposaren canviar-ho per un duc.
- L'acció havia de transcórrer en època precristiana, on es creia en la bruixeria i la convocació dels esperits.
- L'emplaçament podia situar-se en qualsevol lloc, però no a Noruega i Suècia.
- Havia d'haver-hi un remordiment per la infidelitat comesa.
- Els conspiradors havien d'odiar el duc per raons hereditàries i usurpació de propietats.
- La festa havia de mantenir el vestuari de l'època escollida.
- La no utilització d'armes de foc.

Aleshores, Verdi i Somma acorden canviar el rei per un duc (Il Duca Ermanno) i l'acció succeeix a Pomerània (una regió de Prússia). El secretari Anckarström esdevé un comte i Estocolm passa a ser Szczecin. Pensaren que la millor època on podia transcórrer la història era la de Lluís XIV (segle xvii), i no el segle xii com s'havia proposat. Després de dos mesos de canvis l'òpera Gustavo III passa a titular-se Una Vendetta in Domino.

### La censura d'Una Vendetta in Domino
A principi del 1858, Verdi finalitza l'orquestració de l'òpera i comencen els assajos, però l'activitat es veu frenada per l'atemptat de l'emperador Napoleó III a París, de la mà de tres italians. Els censors van estar d'acord en que l'òpera s'havia de reescriure de nou, seguint els següents paràmetres:
- El títol nobiliari del protagonista havia de passar de Comte a Lord, evitant qualsevol idea de sobirania.
- La dona del secretari (Amèlia) havia d'esdevenir una germana.
- L'escena de la bruixa s'havia de transportar a un temps on fos creïble.
- No podia aparèixer cap mena de dansa.
- L'assassinat havia de succeir fora de l'escenari.
- L'escena on es sortejava qui duria a terme l'assassinat del Lord s'havia de suprimir.

El llibret se li va retornar amb el títol canviat per Adelia degli Adimari. En aquesta ocasió la censura va proposar que l'escena transcorregués a Florència durant el segle xiv. Gustau havia de ser Armando degli Adimari, el cap del partit dels Güelfs; Anckarström seria Roberto degli Adimari, el seu sequaç, i marit d'Adelia. Els conspiradors s'havien de convertir en dos seguidors del partit gibel·lí.
Verdi no accepta aquesta segona censura i decideix trencar el contracte amb el Teatro San Carlo. Arran de l'incompliment del contracte amb el teatre, Verdi va ser denunciat per la direcció, però ell va recórrer la moció per danys i prejudicis.

### Un Ballo in Maschera
Els problemes legals es van solucionar al cap de pocs mesos. El teatre va retirar tots els càrrecs amb la condició que Verdi havia d'estrenar una altra òpera a la tardor, que havia de ser Re Lear. Verdi volia seguir amb la producció d'aquesta òpera i va decidir dur-la a terme a Roma (Teatro Apollo), on la censura li permetia la utilització del llibret. La direcció va acceptar el llibret com a obra de teatre, però no com a òpera. A Roma la censura també va tenir coses a dir, però no tan estrictes com la censura de Nàpols:
- L'acció havia de situar-se fora d'Europa, concretament a Amèrica del Nord, durant la dominació anglesa.
- El personatge principal havia de convertir-se en Riccardo, Comte de Warwick, governador de Boston.
- Els noms dels altres personatges també havien de canviar: Anckarström seria Renato i Adelia seria Amèlia.

Verdi utilitzà la mateixa orquestració que Una Vendetta in Domino, però l'òpera s'anomenaria finalment Un Ballo in Maschera. Un cop Itàlia es va unificar i la censura va desaparèixer, el compositor va reeditar l'òpera amb els noms originals i l'emplaçament real, però no la va representar mai. Fins a la meitat del segle xx es va representar amb els canvis realitzats a Roma, i a partir d'aleshores s'ha anat alternant Un Ballo in Maschera amb Gustavo III.

## Rols
A continuació es detallen els personatges, juntament amb el seu tipus de veu i els cantants que van estrenar l'obra al Teatro Apollo de Roma, el 17 de febrer de 1859:
| Rol                                              | Veu                   | Estrena (1859)          |
| ------------------------------------------------ | --------------------- | ----------------------- |
| RICCARDO, comte de Warwick, governador de Boston | Tenor Spinto          | Gaetano Fraschini       |
| RENATO, secretari de Riccardo, marit d'Amèlia    | Baríton               | Leone Giraldoni         |
| AMÈLIA                                           | Soprano               | Eugenia Julienne-Dejean |
| ULRICA, fatillera                                | Contralt              | Zelina Sbriscia         |
| OSCAR, patge de Riccardo                         | Soprano de coloratura | Pamela Scotti           |
| SILVANO, un mariner                              | Baix                  | Stefano Santucci        |
| SAMUEL, enemic de Riccardo                       | Baix                  | Cesare Rossi            |
| TOM, enemic de Riccardo                          | Baix                  | Giovanni Bernardoni     |
| Un Jutge                                         | Tenor                 | Giuseppe Bazzoli        |
| Servent d'Amèlia                                 | Tenor                 | Luigi Fossi             |

## Argument
Lloc, Boston, (Massachusetts).
Temps: darrera del segle xvii.

### Acte I

#### Quadre I
El comte de Warwick, Riccardo, obra la seua audiència matutina a la que assisteixen diversos súbdits, entre ells alguns enemics del comte que planegen el seu assassinat. El patge Oscar li proporciona la llista de convidats al pròxim ball de màscares. La llista inclou Amèlia, esposa del seu secretari Renato, de la qual el comte està enamorat en secret. Renato posa en guàrdia el comte davant els rumors de conspiració. El comte es troba alleujat de què Renato no sospite els seus sentiments vers la seua esposa, i no fa massa cas de les advertències. Un jutge sol·licita l'exili d'Ulrica, una bruixa, però el patge Oscar la defensa. El comte, divertit proposa d'anar a visitar la vella bruixa.

#### Quadre 2
A la cabana de la bruixa. La vella està envoltada d'una gran gentada que demana els consells més diversos. El comte i la seua cort hi han assistit d'incògnit. Un mariner demana saber quina recompensa rebrà pels llargs anys de servei al comte. Riccardo li introdueix a la butxaca uns diners i una carta de recomanació. Una dama demana consell per oblidar un amor prohibit. Es tracta d'Amèlia, que també hi ha assistit d'incògnit. Ulrica li recomana unes herbes que haurà de recollir ella mateixa de nit prop del patíbul. Amèlia decideix anar per les herbes, i Riccardo sospitant que ell mateix pot ser l'amor prohibit, decideix seguir-la. Riccardo, disfressat de pescador, li demana a Ulrica pel seu futur. Aquesta profetitza que serà assassinat per la primera persona a estrènyer-li la mà, que resulta ser Renato. Tots desconfien de la veracitat de la profecia, tot i que Ulrica intenta convèncer-los de la seua infal·libilitat.

### Acte II
Amèlia busca les herbes màgiques. Apareix Riccardo, que li confessa el seu amor. Ella no sap ben bé què fer, perquè també estima el seu espòs. Arriba Renato i adverteix a Riccardo del perill que corre a causa de la conspiració. Riccardo ha d'anar-se'n i deixa la dona emmascarada en companyia de Renato, demanant-li que la porte a la ciutat sense preguntar-li el seu nom. Apareixen llavors els conspiradors, que ataquen Renato confonent-lo amb el comte. Amèlia, en intentar protegir-lo, revela la seua identitat. Els conspiradors es burlen de l'espós enganyat, i ell, furiós de gelosia cita aquests per a l'endemà.

### Acte III

#### Quadre I
Renato decideix venjar la seva vergonya assassinant Riccardo enlloc de la seua esposa; aquesta demana veure al seu fill. Arriben Tom i Samuel, i es decideix que serà Renato qui matarà el comte. En una conversa entre Oscar i Amèlia aquest li dona la invitació per al ball de màscares. Amèlia sospita que el ball pot ser una trampa mortal per a Riccardo.

#### Quadre II
Gabinet del comte. Riccardo, que es deu tant a l'amistat amb Renato com a l'amor a Amèlia, decideix enviar-los tots dos a Anglaterra per tal d'evitar temptacions. Rep una carta anònima (d'Amèlia) que el posa en guàrdia de nou front a un intent d'assassinat, però el comte no en fa cas.

#### Quadre III
El ball de màscares. Els conspiradors disfressats dissimulen entre el públic assistent. Renato obté d'Oscar amb amenaces quina disfressa porta el comte. Amèlia intenta que el comte abandone el ball. Finalment el comte és assassinat per Renato. El comte, moribund, perdona els conspiradors i revela que Amèlia mai no ha estat infidel al seu espòs.

## Àries i fragments destacats
- "La rivedra nell'estasi" (Riccardo)
- "Alla vita che t'arride" (Renato)
- "Volta la terrea" (Page)
- "Re dell'abisso" (Ulrica)
- "Di' tu se fedele" (Riccardo)
- "È scherzo od è follia" (Riccardo)
- "Ma dall'arido stelo divulsa" (Amelia)
- "Ve'se di notte qui con la sposa" (Samuel, Tom)
- "Morrò, ma prima in grazia" (Amelia)
- "Eri tu, che macchiavi" (Renato)
- "Dunque l'onta di tutti sol una" (Renato, Samuel, Tom)
- "Ma se m'e forza perderti" (Riccardo)
- "Saper vorreste" (Page)
- "Ella è pura: in braccio a morte" (Riccardo)